# Міжнародні відносини Ірландії
Зовнішня політика Республіки Ірландія багато в чому обумовлена її членством в Європейському союзі, хоча відносини з Сполученими Штатами Америки та Об'єднаним Королівством Великою Британією є також важливими для країни. Ірландія, одна з небагатьох країн-членів ЄС, які є позаблоковими.
Зумовлено це тим, що країна тяжіє до незалежності в веденні зовнішньої політики, тому не є членом НАТО і проводить політику воєнного нейтралітету. Така політика була засобом стримування, оскільки країна є стратегічно важливим місцем для розміщення американських військ в Західній Європі. За словами, ірландських сил оборони, починаючи з 1960 року політика нейтралітету допомагала їм успішно здійснювати миротворчі місії ООН в Конго, Кіпрі, Лівані та Боснії і Герцеговині.

## Відносини з окремими державами

### Китай
Дипломатичні відносини Ірландії з Китайською Народною Республікою почались 22 червня 1979 року. Після свого візиту в Китай у 1998 році, колишній прем'єр-міністр Ірландії Берті Ахерн санкціонував створення стратегії Азії. Відповідно до цієї стратегії, ірландський уряд та підприємства повинні поступово підвищувати важливість відносин між Ірландією та країнами Азії. В останні роки, у зв'язку з розширенням економіки, Китай став ключовим торговим партнером Ірландії, сума торгівлі в 2010 році досягла більш ніж $6 млрд. В липні 2013 року віце-прем'єр-міністр та міністр закордонних справ і зовнішньої політики Ірландії були запрошеними міністром закордонних справ Ван Ї на торгові місії в Китай, для підвищення інвестицій та політичних зв'язків між двома країнами.
В той самий час Ірландія заклопотана проблемою порушення прав людини, що мали місце в Китаї. 12 травня 2007 року, під час візиту до Пекіну, колишній прем'єр міністр Брайан Коуен (тоді міністр фінансів) обговорив питання прав людини з міністром закордонних справ Китаю Лі Чжаосіном. Колишній віце-прем'єр-міністр Мері Кофлен також підняла питання і проблеми в галузі прав людини під час відвідування віце-прем'єра Цзен Пейяня. Також Ірландія бере участь у діалозі між ЄС та Китаєм з прав людини.
Щодо тайванського питання, Ірландія слідує політиці «єдиного Китаю». У 2007 році колишній міністр закордонних справ Ірландії, Дермот Ахерн резюмував ірландську позицію наступним чином: «Хоча Тайвань продовжує здійснювати автономію і називає себе „Китайською Республікою“, це не визнається міжнародним правом. Офіційним статусом Тайваню є те, що він є провінцією Китаю… Ірландія визнає уряд КНР як єдиний законний уряд Китаю. Ірландія не підтримує дипломатичних відносин та міжурядових контактів з Тайванем. Представництво Тайбей, створене в Дубліні в 1988 році, має представницьку функцію по відношенню до економічного і культурного просування, але не дипломатичний чи політичний статус.»
Колишній міністр наголошує, що політика «єдиного Китаю», щодо тайванського питання, буде більш ефективною шляхом двостороннього діалогу між китайцями по обидві сторони Тайванської протоки.

### Велика Британія
Ще з 1600-х років Ірландія мала політичні зв'язки з Об'єднаним Королівством, з 1801 по 1922 рік весь острів стає частиною Королівства Велика Британія. З моменту оголошення незалежності Ірландією в 1937 році, між країнами розпочалася суперечка щодо статусу Північної Ірландії. В 2 і 3 статтях Конституції Ірландії заявлено, що Північна Ірландія є частиною «національної території», хоча, де-факто, уряд Ірландії визнав юрисдикцію Великої Британії в регіоні.
З початком Смути в 1969 році, прагнули покінчити з насильством. Саннінгдейлська угода 1973 року та англо-ірландська угода 1985 року стали важливими кроками у цьому процесі. У 1998 році обидві держави підписали Белфастську угоду(або Договір Страсної П'ятниці), і тепер працюють в тісному співробітництві, для вирішення проблем регіону. В рамках цієї угоди, в статті 2 і 3 Конституції Ірландії були внесені зміни, територіальна претензія булла замінена заявою про прагнення об'єднання народу на острові Ірландія. В рамках Белфастської угоди, держави також закінчили суперечки з приводу своїх назв: Ірландія, Сполучене Королівство Велика Британія та Північна Ірландія. Обидві країни погодилися прийняти і використовувати назви, які є припустимими для обох.
Коли в Північній Ірландії вирувала Смута, уряд Ірландії із неоднозначним успіхом прагнув не допустити ввезення зброї та боєприпасів через свою територію незаконними воєнізованими організаціями для використання у конфлікті з силовими структурами у Північнії Ірландії. У 1973 році три кораблі Ірландської військово-морської служби перехопили корабель, що перевозив зброю з Лівії, яка, ймовірно, була призначена для ірландських республіканських воєнізованих формувань. Такі правоохоронні акти, як ці, додатково покращили відносини з урядом Сполученого Королівства. Однак незалежна судова влада заблокувала ряд спроб екстрадиції підозрюваних між 1970 і 1998 роками, виходячи з того, що їх злочин, можливо, був "політичним" і, таким чином, суперечив міжнародному праву на той час.
Ірландія є однією зі сторін суперечки про континентальний шельф скелі Рокол, яка також залучає Данію, Ісландію та Велику Британію. Ірландія та Велика Британія підписали угоду про кордон у районі скелі Рокол. Однак жодна з них не уклала подібних угод з Ісландією чи Данією (від імені Фарерських островів), і це питання залишається на стадії переговорів. В даний час Ісландія посягає на значну площу континентального шельфу на захід від Ірландії, до межі 49°48'N 19°00'W, що далі на південь, ніж Ірландія. 
Також спірним питанням між двома урядами став суперечливий комплекс для переробки ядерного палива Селлафілд на північному заході Англії. Ірландський уряд домагався закриття заводу, порушуючи справу проти уряду Великої Британії відповідно до Конвенції ООН з морського права. Однак Європейський суд визнав, що справу слід було розглядати відповідно до законодавства ЄС. Однак у 2006 році країни досягли дружньої угоди, яка дозволила Інституту радіологічного захисту Ірландії та поліції Ірландії отримати доступ до місця для проведення розслідувань.

### США
Сполучені Штати визнали Ірландську вільну державу 28 червня 1924 р., дипломатичні відносини встановлені 7 жовтня 1924 р. У 1927 році США відкрили американську легацію в Дубліні. Через історичні зв'язки між двома країнами, Ірландія та США мають міцні стосунки як в політичному, так і в економічному плані, причому США є найбільшим торговим партнером Ірландії з 2000 року. Ірландія також отримує від США більше прямих іноземних інвестицій, ніж багато великих країн, при цьому інвестиції в Ірландію дорівнюють інвестиціям в Францію та Німеччину разом, а в 2012 році - більше, ніж в усю Азію, що розвивається.
Використання аеропорту Шеннона як проміжної зупинки для збройних сил США на шляху до Іраку викликало внутрішню суперечку в Ірландії. Противники цієї політики невдало порушили справу Вищого суду Ірландії проти уряду в 2003 році, стверджуючи, що таке використання повітряного простору Ірландії порушує ірландський нейтралітет. Обмеження, такі як неможливість перевезення зброї, боєприпасів чи вибухівки, були введені для захисту ірландського нейтралітету, проте проти Центрального розвідувального агентства було висунуті звинувачення, що аеропорт використовувався від 30 до 50 разів для незаконних польотів із «надзвичайною видачою» до США без відома ірландського уряду, незважаючи на запевнення дипломатичних сил США, що ірландський повітряний простір не буде використовуватися для перевезення затриманих.
У липні 2006 року колишній міністр закордонних справ Ірландії Дермот Орн висловив стурбованість щодо Ліванської війни 2006 року. Було заборонено перевезення бомб, що надсилаються до Ізраїлю в США, з використанням ірландського повітряного простору або аеродромів.
У 1995 році урядом США було прийнято рішення про призначення спеціального посланника в Північній Ірландії для допомоги у процесі мирного врегулювання ситуації в Північній Ірландії. Однак, під час президентської кампанії у США 2008 року кандидатом від Демократичної партії Бараком Обамою було поставлено під сумнів необхідність утримання спеціального посла США в Північній Ірландії. Його зауваження викликало заворушення у Республіканській партії, при цьому сенатор Джон Маккейн ставив під сумнів його лідерські здібності та відданість мирному врегулюванню в Північній Ірландії.
Станом на 2017 рік, Даніель Малхолл є послом Ірландії в США, тоді як посада посла США в Ірландії є вакантною.

## Європа
Ірландія стабільно є найбільш проєвропейською з країн-членів ЄС: 77 % населення схвалили членство в ЄС згідно з опитуванням Євробарометра в 2006 році. Ірландія була членом-творцем єдиної валюти євро. У травні 2004 року Ірландія була однією з трьох країн, яка відкрила свої кордони працівникам з 10 нових країн-членів. Питання ЄС, важливі для Ірландії, включають Спільну сільськогосподарську політику, гармонізацію податку корпорацій та Конституцію ЄС. Ірландський електорат відмовився ратифікувати Лісабонський договір у 2008 році. З другим референдумом у жовтні 2009 року був прийнятий законопроєкт, що дозволив ратифікувати договір за таких умов: право Ірландії залишатися військово нейтральною (не брати участь у будь-якій формі "європейської армії"), право держави підтримувати низький рівень корпоративного податку, крім того договір не повинен змінити статтю про право на життя в Конституції Ірландії, зробивши аборт незаконним і актом вбивства за ірландським конституційним законодавством. 
Станом на 2013 рік Паскаль Донох'ю є державним міністром з європейських справ Міністерства закордонних справ. Ірландія головувала в Раді Європейського Союзу сім разів (у 1975, 1979, 1984, 1990, 1996, 2004 та 2013 роках). 

## Близький Схід
22 травня 2024 року Ірландія визнала державність Палестини. За повідомленням The Irish Times, про це рішення оголосив прем'єр-міністр країни Саймон Гарріс. За словами Гарріса, це визнання є "єдиним надійним шляхом до миру між Ізраїлем та Палестиною".

## Огляд
Станом на 2008 рік Ірландія підтримує дипломатичні відносини із 173 державами (включно з Республікою Косово), Святим Престолом та Європейським Союзом.
Ірландія ще не встановила дипломатичні відносини з:
- Гренада, Сент-Кітс і Невіс, Суринам;
- Бенін, Кабо-Верде, Коморські острови, Екваторіальна Гвінея, Мадагаскар, Малі, Мавританія, Сан-Томе та Принсіпі, Південний Судан, Свазіленд;
- Бутан
- Маршаллові острови, Ніуе, Тонга;
- Суверенний військовий орден Мальти; [18]
- держави з обмеженим визнанням, крім Косово.

## ООН
Організація Об'єднаних Націй була заснована в 1945 році, але членство Ірландії було заблоковано Радянським Союзом до 1955 року , «частково через нейтралітет Дубліна» під час Другої світової війни. З 2017 року послом Ірландії в офісі ООН у Женеві був Майкл Гаффі. Ірландія була обрана до Ради Безпеки ООН непостійним членом - у 1962 році, у 1981–1982 роках та у 2001–2002 роках.
Ірландія є членом Міжнародного кримінального суду, підписавши Римський статут у 1998 році та ратифікувавши його у 2002 році.
"Ірландська допомога", програма допомоги Ірландського уряду для країн, що розвиваються, фінансувала оновлення вебсайту Служби онлайн-волонтерства ООН та підтримувала її діяльність з 2007 по 2010 рік, що призвело до значного зростання кількості онлайн-волонтерів та завдань, які вони успішно виконали.
У 2017 році Ірландія підписала Договір ООН про заборону ядерної зброї.

### Миротворча діяльність
Ірландія має багаторічну історію участі в миротворчих заходах ООН, починаючи з 1958 року, що лише через три роки після вступу в ООН. Станом на серпень 2018 року в миротворчих місіях було вбито 90 членів оборонних сил Ірландії.
Перелік основних миротворчих операцій: 
- Червень 1958 - грудень 1958: Місія спостерігачів UNOGIL в Лівані
- 1958 - по теперішній час: місія UNTSO на Близькому Сході
- 1960–1964: місія ООН в Конго
- 1964 – по теперішній час: місія UNFICYP на Кіпрі
- 1973–1974 рр.: місія UNEF II на Синаї після війни Йом Кіпур
- 1978 – по теперішній час: місія UNIFIL в Лівані
- 1988–1991 рр.: місія UNIIMOG на ірансько-іракському кордоні після війни між Іраном та Іраком
- 1993–1995 рр.: місія UNOSOM II в Сомалі
- 1997–2004: місія SFOR у колишній Югославії
- 1999– по теперішній час: місія KFOR у Косово
- 1999–2000: місія INTERFET у Східному Тиморі
- 2003– по теперішній час: місія UNMIL в Ліберії
- 2008– по теперішній час: місія EUFOR Chad/CAR в Чаді та Центральноафриканській республіці

Окрім цих місій, ірландський персонал був спостерігачем у Центральній Америці, Росії, Камбоджі, Афганістані, Намібії, Західній Сахарі, Кувейті та Південній Африці.

## Ірландія та Співдружність націй
Ірландія була членом Британської Співдружності з 1922 по 1949 рік, спочатку як домініон, що називався Ірландська вільна держава з 1922 по 1937 рік, коли Ірландія прийняла нову конституцію і змінила назву держави на "Ірландія". Хоча короля було виключено з Конституції у 1936 р., республіка була офіційно оголошена лише з 18 квітня 1949 р. За правилами того часу республіка не могла бути державою-членом Співдружності націй. Це було змінено через тиждень із прийняттям Лондонської декларації.
Починаючи з 1998 року, деякі люди в Ірландії виступають за приєднання до Співдружності Націй, зокрема, Еамон Ó Куїв та Мері Кенні .

## Іноземна допомога
Програма допомоги Ірландії була заснована в 1974 році, а в 2017 році її бюджет становив 651 млн євро. Раніше уряд встановив мету досягти Ціль розвитку тисячоліття в 0,7 % валового національного продукту допомоги до 2012 року, проте це не було досягнуто, оскільки допомога була зменшена внаслідок фінансової кризи в Ірландії. Ірландська допомога розвитку зосереджена на восьми пріоритетних країнах: Лесото, Мозамбік, Танзанія, Ефіопія, Замбія, Уганда, В'єтнам та Східний Тимор У 2006 році Малаві була оголошена дев'ятою країною з пріоритетом.